# Манник
Ма́нник (лат. Glycéria) — род растений семейства Злаки. Это — многолетние, изредка однолетние травы, растущие большей частью на сырых местах и даже в воде. У многолетних видов корневище толще.

## Ботаническое описание

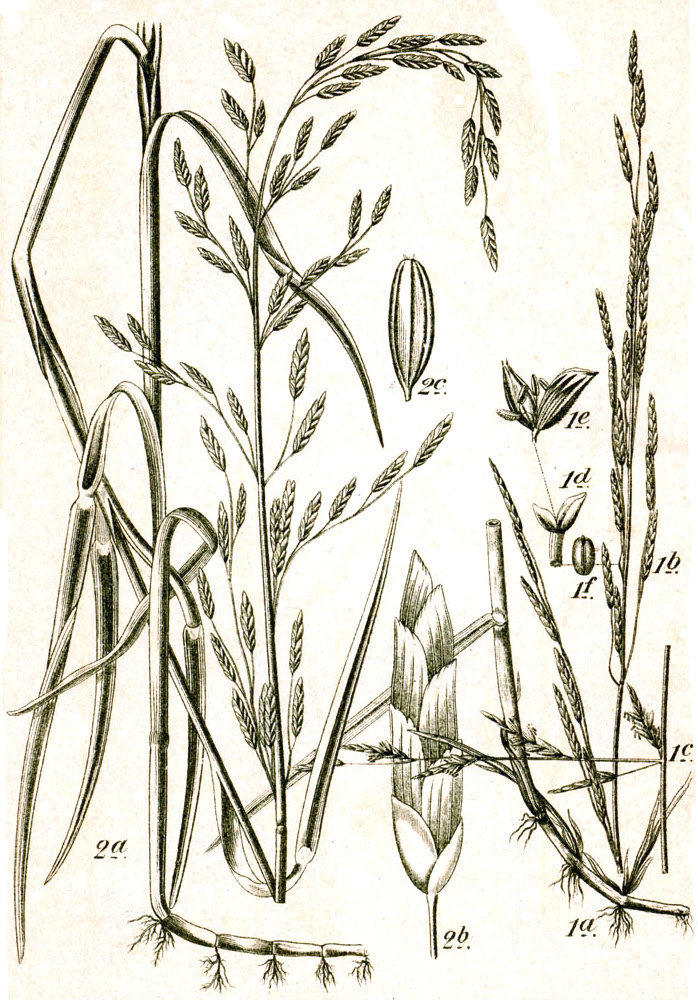
Glyceria fluitans (1) и Glyceria notata (2).

Лист имеет влагалище или замкнутое только при основании, или по всей длине и в почкосложении вдоль сложенную пластинку.
Соцветие — раскидистая метёлка, состоящая из более или менее сжатых с боков трёхцветных или многоцветных продолговатых колосков. Кроющие чешуи короче цветочных, каждая из них с одной — тремя жилками; нижняя цветочная чешуя на спинке выпуклая, с пятью — семью несколько сходящимися к верхушке жилками, с тупой плёнчатой верхушкой; плёнки яйцевидные, тупые, часто сросшиеся между собой.
Зерновка овальная или продолговатая, на внутренней стороне обыкновенно с бороздкой.

## Распространение
Известно до 47 видов манника, растущих большей частью в умеренном климате Евразии, Австралии, Америки; некоторые из них имеют обширное распространение. В европейской части России наиболее часто встречаются четыре разновидности:
1. Влагалища замкнутые по всей длине, плёнки сросшиеся — два вида, а именно:
* Колоски почти цилиндрические, влагалища сжаты с боков: манник обыкновенный, плывучий или плавающий (Glyceria fluitans R. Rr.);
* Нижние ветви метелки собраны по 2, реже по 3, нижняя цветочная чешуя на верхушке заострённая, и манник складчатый (Glyceria plicata Lr.), нижние ветви метелки собраны по 3—5, нижняя цветочная чешуя тупая.
* Колоски немного сжатые с боков, влагалища цилиндрические: манник высокий (Glyceria spectabilis M. et K.).
2. Влагалища, замкнутые только у основания, плёнки свободные; один вид: Glyceria distans Wahlenb.

## Использование
Большинство видов этого растения, растущих обыкновенно на сырых лугах, являются кормовыми травами. Солома и мякина используется на корм скоту и домашней птицы.
Манник обыкновенный (Glyceria fluitans) в некоторых местностях Швеции, Польши, Германии, Венгрии и на северо-западе России возделывался как хлебное растение. Зёрна этого манника содержат приблизительно 75 % крахмала и сахара, 9,7 % белка, 0,43 % жира при 13,5 % воды и 0,61 % золы. Из зёрен его, ободрав у них бурую оболочку, делали хорошую крупу под именем прусской, или польской манны (настоящая манная крупа делается из пшеницы), и готовили из них кашу. Крупа, полученная из зерна манника обыкновенного, при варке сильно разбухает, имеет приятный вкус и очень питательна.
Культура манника, одинаковая с другими хлебами, не имеет особенного значения.

## Список видов
В род Манник входит 48 видов:
- Glyceria acutiflora Torr.
- Glyceria alnasteretum Kom. — Манник ольховниковый*
- Glyceria altissima (Moench) P.Fourn.
- Glyceria ×amurensis Prob.
- Glyceria arkansana Fernald
- Glyceria arundinacea Kunth — Манник тростниковый*
- Glyceria australis C.E.Hubb.
- Glyceria borealis (Nash) Batch.
- Glyceria ×burdonii Druce
- Glyceria canadensis (Michx.) Trin.
- Glyceria caspia Trin. — Манник каспийский*
- Glyceria chinensis Keng ex Z.L.Wu
- Glyceria colombiana Gir.-Cañas
- Glyceria declinata Bréb. — Манник поникающий*
- Glyceria depauperata Ohwi — Манник слабый*
- Glyceria ×digenea Domin
- Glyceria drummondii (Steud.) C.E.Hubb.
- Glyceria elata (Nash) M.E.Jones
- Glyceria fluitans (L.) R.Br. — Манник плавающий, или Манник наплывающийtypus*
- Glyceria formosensis Ohwi
- Glyceria ×gatineauensis Bowden
- Glyceria grandis S.Watson — Манник большой*
- Glyceria insularis C.E.Hubb.
- Glyceria ischyroneura Steud. — Манник согнутожилковый*
- Glyceria ×jansenii P.Fourn.
- Glyceria latispica (F.Muell.) F.Muell.
- Glyceria ×laxa Scribn.
- Glyceria leptolepis Ohwi — Манник узкочешуйный*
- Glyceria leptorrhiza (Maxim.) Kom. — Манник тонкокорневой*
- Glyceria leptostachya Buckley
- Glyceria lithuanica (Gorski) Gorski — Манник литовский*
- Glyceria maxima (Hartm.) Holmb. — Манник большой
- Glyceria melicaria (Michx.) F.T.Hubb.
- Glyceria multiflora Steud.
- Glyceria nemoralis (R.Uechtr.) R.Uechtr. & Koern. — Манник дубравный*
- Glyceria notata Chevall. — Манник складчатый*
- Glyceria nubigena W.A.Anderson
- Glyceria obtusa (Muhl.) Trin.
- Glyceria occidentalis (Piper) J.C.Nelson — Манник западный
- Glyceria ovatiflora Keng ex Keng f.
- Glyceria ×pedicellata F.Towns.*
- Glyceria pulchella (Nash) K.Schum.
- Glyceria saltensis Sulekic & Rúgolo
- Glyceria septentrionalis Hitchc.
- Glyceria spicata Guss.
- Glyceria spiculosa (J.A.Schmidt) Roshev. ex B.Fedtsch. — Манник длинноколосковый, или Манник колосковый*
- Glyceria striata (Lam.) Hitchc. — Манник полосатый*
- Glyceria tonglensis C.B.Clarke

Звёздочкой отмечены виды, произрастающие на территории России и сопредельных стран.